# 조니 노블
조니 노블(Johnny Noble, John Avery Noble, 1892년 9월 17일 ~ 1944년 1월 13일)은 미국의 음악가, 작곡가이다.
하와이의 재즈왕, 작곡왕의 이름으로 알려져 있다. 호놀룰루에서 태어났다. 드럼스, 바이브를 연주하는 한편 <훌라 블루스>를 비롯한 다수의 히트 송을 발표하였다. 오늘날의 스탠더드 가운데서도 그의 작품은 큰 위치를 차지하고 있으며, 특히 <하와이의 초가집>, <오랜 하와이의 노래>, <당신에게 레이를> 등 유명곡 외에 많이 있다.